# Liste des ministres belges du Commerce extérieur
Voici la liste des ministres belges du Commerce extérieur depuis la création de la fonction en 1934. 

## Liste
| n°   | Nom                                                 | Début du mandat   | Fin du mandat     | Parti ou mouvance | Gouvernement        |
| ---- | --------------------------------------------------- | ----------------- | ----------------- | ----------------- | ------------------- |
| 1    | Frans Van Cauwelaert (1880-1961)                    | 10 janvier 1934   | 29 novembre 1934  | Parti catholique  | de Broqueville III  |
| 2    | Paul Hymans (1865-1941)                             | 29 novembre 1934  | 25 mars 1935      | Parti libéral     | Theunis II          |
| 3    | Paul Van Zeeland (1893-1973)                        | 25 mars 1935      | 13 juin 1936      | Parti catholique  | Van Zeeland I       |
| 4    | Paul-Henri Spaak (1899-1972)                        | 13 juin 1936      | 21 janvier 1939   | POB               | Van Zeeland II      |
| 4    | Paul-Henri Spaak (1899-1972)                        | 13 juin 1936      | 21 janvier 1939   | POB               | Janson              |
| 4    | Paul-Henri Spaak (1899-1972)                        | 13 juin 1936      | 21 janvier 1939   | POB               | Spaak I             |
| 5    | Paul-Émile Janson (1872-1944)                       | 21 janvier 1939   | 22 février 1939   | Parti libéral     | Spaak I             |
| 6    | Eugène Soudan (1880-1960)                           | 22 février 1939   | 3 septembre 1939  | POB               | Pierlot I           |
| 6    | Eugène Soudan (1880-1960)                           | 22 février 1939   | 3 septembre 1939  | POB               | Pierlot II          |
| (4)  | Paul-Henri Spaak (1899-1972)                        | 3 septembre 1939  | 3 mars 1946       | POB               | Pierlot III         |
| (4)  | Paul-Henri Spaak (1899-1972)                        | 3 septembre 1939  | 3 mars 1946       | POB               | Pierlot IV          |
| (4)  | Paul-Henri Spaak (1899-1972)                        | 3 septembre 1939  | 3 mars 1946       | POB               | Pierlot V           |
| (4)  | Paul-Henri Spaak (1899-1972)                        | 3 septembre 1939  | 3 mars 1946       | POB               | Pierlot VI          |
| (4)  | Paul-Henri Spaak (1899-1972)                        | 3 septembre 1939  | 3 mars 1946       | PSB-BSP           | Van Acker I         |
| (4)  | Paul-Henri Spaak (1899-1972)                        | 3 septembre 1939  | 3 mars 1946       | PSB-BSP           | Van Acker II        |
| 7    | Albert De Smaele (1901-1995)                        | 3 mars 1946       | 31 mars 1946      | technicien        | Spaak II            |
| (4)  | Paul-Henri Spaak (1899-1972)                        | 31 mars 1946      | 20 mars 1947      | PSB-BSP           | Van Acker III       |
| (4)  | Paul-Henri Spaak (1899-1972)                        | 31 mars 1946      | 20 mars 1947      | PSB-BSP           | Huysmans            |
| 8    | François-Xavier van der Straten-Waillet (1910-1998) | 20 mars 1947      | 27 novembre 1948  | PSC-CVP           | Spaak III           |
| 9    | Georges Moens de Fernig (1899-1978)                 | 27 novembre 1948  | 11 août 1949      | technicien        | Spaak IV            |
| (3)  | Paul Van Zeeland (1893-1973)                        | 11 août 1949      | 16 août 1950      | PSC-CVP           | G. Eyskens I        |
| (3)  | Paul Van Zeeland (1893-1973)                        | 11 août 1949      | 16 août 1950      | PSC-CVP           | Duvieusart          |
| 10   | Joseph Meurice (1896-1972)                          | 16 août 1950      | 23 avril 1954     | PSC-CVP           | Pholien             |
| 10   | Joseph Meurice (1896-1972)                          | 16 août 1950      | 23 avril 1954     | PSC-CVP           | Van Houtte          |
| 11   | Victor Larock (1904-1977)                           | 23 avril 1954     | 13 mai 1957       | PSB-BSP           | Van Acker IV        |
| 12   | Hendrik Fayat (1908-1997)                           | 13 mai 1957       | 26 juin 1958      | PSB-BSP           | Van Acker IV        |
| 13   | André Dequae (1915-2006)                            | 26 juin 1958      | 6 novembre 1958   | PSC-CVP           | G. Eyskens II       |
| 14   | Jacques Van Offelen (1916-2006)                     | 6 novembre 1958   | 25 avril 1961     | Parti libéral     | G. Eyskens III      |
| 14   | Jacques Van Offelen (1916-2006)                     | 6 novembre 1958   | 25 avril 1961     | Parti libéral     | G. Eyskens IV       |
| 15   | Maurice Brasseur (1909-1996)                        | 25 avril 1961     | 14 avril 1965     | PSC-CVP           | Lefèvre             |
| (4)  | Paul-Henri Spaak (1899-1972)                        | 14 avril 1965     | 28 juillet 1965   | PSB-BSP           | Lefèvre             |
| 16   | Ernest Adam (1899-1985)                             | 28 juillet 1965   | 19 mars 1966      | PSC-CVP           | Harmel              |
| 17   | August De Winter (1925-2005)                        | 19 mars 1966      | 17 juin 1968      | PLP-PVV           | Vanden Boeynants I  |
| (12) | Hendrik Fayat (1908-1997)                           | 17 juin 1968      | 26 janvier 1973   | PSB-BSP           | G. Eyskens V        |
| (12) | Hendrik Fayat (1908-1997)                           | 17 juin 1968      | 26 janvier 1973   | PSB-BSP           | G. Eyskens VI       |
| 18   | André Kempinaire (1929-2012)                        | 26 janvier 1973   | 23 octobre 1973   | PVV               | Leburton I          |
| 19   | Jos Daems (1926-1983)                               | 23 octobre 1973   | 25 avril 1974     | PVV               | Leburton II         |
| 20   | Michel Toussaint (1922-2007)                        | 25 avril 1974     | 8 décembre 1976   | PLP               | Tindemans I         |
| 20   | Michel Toussaint (1922-2007)                        | 25 avril 1974     | 8 décembre 1976   | PLP               | Tindemans II        |
| 21   | Étienne Knoops (1934-)                              | 8 décembre 1976   | 3 juin 1977       | RW                | Tindemans II        |
| 21   | Étienne Knoops (1934-)                              | 8 décembre 1976   | 3 juin 1977       | PLPW              | Tindemans III       |
| 22   | Hector De Bruyne (1917-1995)                        | 3 juin 1977       | 3 avril 1979      | VU                | Tindemans IV        |
| 22   | Hector De Bruyne (1917-1995)                        | 3 juin 1977       | 3 avril 1979      | VU                | Vanden Boeynants II |
| 23   | Lucien Outers (1924-1993)                           | 3 avril 1979      | 16 janvier 1980   | FDF               | Martens I           |
| 24   | Robert Urbain (1930-2018)                           | 23 janvier 1980   | 17 décembre 1981  | PS                | Martens II          |
| 24   | Robert Urbain (1930-2018)                           | 23 janvier 1980   | 17 décembre 1981  | PS                | Martens III         |
| 24   | Robert Urbain (1930-2018)                           | 23 janvier 1980   | 17 décembre 1981  | PS                | Martens IV          |
| 24   | Robert Urbain (1930-2018)                           | 23 janvier 1980   | 17 décembre 1981  | PS                | M. Eyskens          |
| 25   | Willy De Clercq (1927-2011)                         | 17 décembre 1981  | 6 janvier 1985    | PVV               | Martens V           |
| 26   | Jean Gol (1942-1995)                                | 6 janvier 1985    | 6 janvier 1985    | PRL               | Martens V           |
| (S)  | André Kempinaire (1929-2012)                        | 17 décembre 1981  | 28 novembre 1985  | PVV               | Martens V           |
| 27   | Herman De Croo (1937-)                              | 28 novembre 1985  | 9 mai 1988        | PVV               | Martens VI          |
| 27   | Herman De Croo (1937-)                              | 28 novembre 1985  | 9 mai 1988        | PVV               | Martens VII         |
| (S)  | Étienne Knoops (1934-)                              | 28 novembre 1985  | 9 mai 1988        | PRL               | Martens VI          |
| (S)  | Étienne Knoops (1934-)                              | 28 novembre 1985  | 9 mai 1988        | PRL               | Martens VII         |
| (24) | Robert Urbain (1930-2018)                           | 9 mai 1988        | 23 juin 1995      | PS                | Martens VIII        |
| (24) | Robert Urbain (1930-2018)                           | 9 mai 1988        | 23 juin 1995      | PS                | Martens IX          |
| (24) | Robert Urbain (1930-2018)                           | 9 mai 1988        | 23 juin 1995      | PS                | Dehaene I           |
| 28   | Philippe Maystadt (1948-2017)                       | 23 juin 1995      | 19 juin 1998      | PSC               | Dehaene II          |
| 29   | Elio Di Rupo (1951-)                                | 19 juin 1998      | 12 juillet 1999   | PS                | Dehaene II          |
| 30   | Pierre Chevalier (1952-)                            | 12 juillet 1999   | 10 octobre 2000   | VLD               | Verhofstadt I       |
| 31   | Annemie Neyts (1944-)                               | 10 octobre 2000   | 11 juillet 2003   | VLD               | Verhofstadt I       |
| 32   | Fientje Moerman (1958-)                             | 11 juillet 2003   | 18 juillet 2004   | VLD               | Verhofstadt II      |
| 33   | Marc Verwilghen (1952-)                             | 18 juillet 2004   | 21 décembre 2007  | VLD               | Verhofstadt II      |
| 34   | Didier Reynders (1958-)                             | 6 décembre 2011   | 11 octobre 2014   | MR                | Di Rupo             |
| (S)  | Pieter De Crem (1962-)                              | 11 octobre 2014   | 9 décembre 2018   | CD&V              | Michel I            |
| 35   | Kris Peeters (1962-)                                | 11 octobre 2014   | 27 juin 2019      | CD&V              | Michel I            |
| 35   | Kris Peeters (1962-)                                | 11 octobre 2014   | 27 juin 2019      | CD&V              | Michel II           |
| 36   | Wouter Beke (1974-)                                 | 27 juin 2019      | 3 octobre 2019    | CD&V              | Michel II           |
| 37   | Nathalie Muylle (1969-)                             | 3 octobre 2019    | 1er octobre 2020  | CD&V              | Michel II           |
| 37   | Nathalie Muylle (1969-)                             | 3 octobre 2019    | 1er octobre 2020  | CD&V              | Wilmès I            |
| 37   | Nathalie Muylle (1969-)                             | 3 octobre 2019    | 1er octobre 2020  | CD&V              | Wilmès II           |
| 38   | Sophie Wilmès (1975-)                               | 1er octobre 2020  | 15 juillet 2022   | MR                | De Croo             |
| 39   | Hadja Lahbib (1970-)                                | 15 juillet 2022   | 1er décembre 2024 | MR                | De Croo             |
| 40   | Bernard Quintin (1971-)                             | 1er décembre 2024 | 3 février 2025    | MR                | De Croo             |
| 41   | Theo Francken (1978-)                               | 3 février 2025    | en fonction       | N-VA              | De Wever            |